# (29080) Astrocourier
(29080) Astrocourier est un astéroïde de la ceinture principale.

## Description
(29080) Astrocourier est un astéroïde de la ceinture principale. Il fut découvert le 1er septembre 1978 à Naoutchnyï par Nikolaï Tchernykh. Il présente une orbite caractérisée par un demi-grand axe de 3,15 UA, une excentricité de 0,18 et une inclinaison de 18,2° par rapport à l'écliptique.

## Compléments